# Toyotamaphimeia
Toyotamaphimeia – rodzaj krokodyli żyjących w plejstocenie, około 400 tysięcy lat temu, na terenach dzisiejszej Japonii i Tajwanu. Gatunkiem typowym jest T. machikanensis opisany w 1965 roku przez Kameiego i Matsumoto pod nazwą Tomistoma machikanense. W 1972 roku Riosuke Aoki podczas oglądania repliki holotypu tego gatunku spostrzegł pewne cechy, zwłaszcza nietypowe uzębienie, na podstawie których utworzył dla niego nową nazwę rodzajową Toyotamaphimeia, pochodzącą od imienia Toyotama-hime – japońskiej bogini przedstawianej pod postacią krokodyla.
Holotypem jest czaszka wraz z żuchwą oraz niepołączony stawowo szkielet pozaczaszkowy (MOUF00001), będące pierwszymi odkrytymi w Japonii skamieniałościami niepodważalnie należącymi do krokodyla. Do Toyotamaphimeia przypisywano również szkielet krokodyla z Kishiwady, jednak obecnie uważa się, że należy on do innego taksonu. Ito i współpracownicy (2018) opisali odkrytą na Tajwanie niekompletną czaszkę, uznaną przez autorów za należącą do przedstawiciela rodzaju Toyotamaphimeia o niepewnej przynależności gatunkowej. 
Czaszka okazu holotypowego mierzy 105 cm długości, charakteryzuje się wydłużonym pyskiem. Zachowany fragment kręgosłupa ma 285 cm długości; Aoki oszacował długość całego zwierzęcia na około 6,5 m. Dawniej sądzono, że największym zębem Toyotamaphimeia jest siódmy ząb kości szczękowej, jednak nowsze badania dowodzą, że większe są zęby dwunasty i trzynasty. Przy zamkniętych szczękach zęby kości szczękowej od ósmego do dwunastego znajdowały się na zewnątrz od odpowiadających im zębów kości zębowej, podczas gdy zęby od trzynastego do szesnastego stykały się z zębami kości zębowej, co sugeruje, że tylne zęby mogły tworzyć powierzchnię służącą do miażdżenia. Silnie rozwinięte mięśnie skrzydłowy tylny (M. pterygoideus posterior) i M. pseudotemporalis odróżniają Toyotamaphimeia od gawiala gangesowego i krokodyla gawialowego. 
Katsura opisał liczne uszkodzenia kości holotypu: amputację jednej trzeciej żuchwy, noszącej ślady gojenia, złamane prawe: piszczel i kość strzałkową, nierówno później zrośnięte, z zachowaną kostniną, oraz osteodermę z dwoma nakłuciami – według Katsury nie doprowadziły jednak one do śmierci zwierzęcia. Prawdopodobnie powstały w wyniku wielu walk z udziałem holotypu i innych krokodyli. Sugeruje to, że Toyotamaphimeia toczyły walki o terytorium lub partnerów do rozrodu.
Według analizy filogenetycznej przeprowadzonej przez Kobayashiego i współpracowników Toyotamaphimeia jest taksonem siostrzanym dla krokodyla gawialowego (Tomistoma schlegelii) – jedynego współczesnego przedstawiciela kladu Tomistominae.